# Erradicador (cómic)
Erradicador  es el nombre de pila de cuatro personajes de cómics ficticios diferentes, que aparecen en libros, publicados por DC Comics. La primera iteración fue un personaje antihéroe que apareció en la serie de cómics The Flash. El segundo era un superhéroe (y a veces supervillano) que tenía un papel recurrente en las historias de Superman, y los dos restantes aparecieron por primera vez en 2013 y 2017, respectivamente.
El Flash Erradicador, fue creado por Carmine Infantino y Cary Bates y apareció por primera vez en The Flash # 314. El primer personaje de Superman fue creado por el escritor Roger Stern y el artista Curt Swan, y apareció por primera vez en Action Comics Annual nº2 (1989).

## Historial de publicaciones del Erradicador
El Erradicador apareció por primera vez en Action Comics Annual #2 en 1989. El arco de la historia del Día del Hombre Krypton presentó de manera destacada al Erradicador en las páginas de Superman, Adventures of Superman y Action Comics. El arco de la historia se publicó en seis números con fecha de portada de marzo y abril de 1990, y se recopiló en Superman: Eradication! El Erradicador reapareció en Superman: The Man of Steel # 1 como ser humanoide compuesto de energía.
En Action Comics # 687 (junio de 1993), el personaje apareció como El último hijo de Krypton, y se convirtió en el personaje destacado en Action Comics a través del arco de la historia Reign of the Supermen comenzando con Action Comics # 687-689. El personaje fue "resucitado" en Action Comics # 693 (noviembre de 1993) y luego apareció regularmente en Outsiders, apareciendo por primera vez como miembro del equipo en el número 3. El personaje apareció en su propia serie limitada epónima de tres números en 1996.

## Biografía del personaje
En el pasado distante, una raza alienígena moribunda crea una serie de dispositivos de contención en los que preservar su cultura. Los envían al espacio con equipos de contacto, con la intención de conocer otras civilizaciones. Cuando un pequeño grupo de estos alienígenas llega al planeta Krypton, se encuentran con el militante Kem-L, quien los mata y corrompe uno de los dispositivos. Su nueva misión es preservar el ideal de la cultura kryptoniana mediante la erradicación de todos los demás y, por lo tanto, el dispositivo se conoce como el "Erradicador".
En su forma original, el Erradicador se asemeja a un pequeño cohete estilizado. Su sección superior es un esferoide alargado, que emana un resplandor azul y es aproximadamente tres veces el tamaño de un huevo. Esto se conecta a través de cuatro soportes de montaje delgados a una sección de la aleta de cola de color naranja brillante de igual longitud. Las diez aletas igualmente espaciadas tienen cada una la forma de un cuarto de elipse puntiagudo, con el extremo ahusado extendiéndose ligeramente más allá de la parte trasera del tubo del cuerpo cilíndrico principal en cuclillas.
En Krypton, el Erradicador hace todo lo que puede a lo largo de los años para proteger a los kryptonianos, incluso de ellos mismos. Cuando un grupo de exploradores kryptonianos abandona Krypton en busca de un nuevo planeta para colonizar, el Erradicador altera sus matrices de nacimiento y las vuelve fatalmente alérgicas al plomo, creando así Daxamitas. Para asegurarse aún más de que nadie abandone Krypton, el Erradicador altera a los kryptonianos codificando en ellos un defecto genético para que perezcan instantáneamente si abandonan su mundo.
Uno de los alienígenas sobrevivientes, conocido como el Clérigo, toma el Erradicador y deja Krypton con un grupo de seguidores. Desafortunadamente, mueren poco después, ya que el vínculo genético kryptoniano con su planeta de origen les impide sobrevivir fuera del mundo. El clérigo mantiene al Erradicador durante 200.000 años, hasta que se encuentra con Superman en Warworld, mientras que Superman estaba en un exilio autoimpuesto de la Tierra debido a su culpa por ejecutar a tres kryptonianos de un universo de bolsillo. Con el dispositivo, los dos intercambian recuerdos, lo que explica que Kal-El pudo dejar Krypton gracias a los tratamientos genéticos que su padre había sufrido para curar su ADN del defecto del Erradicador, y el Clérigo tiene una visión de Superman en combate con Mongul. El Clérigo desea salvar la vida de Superman, y el Erradicador transporta a Superman al asteroide del Clérigo. El Clérigo se da cuenta de que el dispositivo ha cambiado para proteger al único superviviente de Krypton, y él y Superman lo utilizan para curar sus heridas, tanto físicas como espirituales. Mientras hablan sobre sus pasados, el Clérigo le asegura a Superman que su partida solo ha privado a su mundo de un gran héroe en lugar de salvarlo de la amenaza en la que percibió que se había convertido, confiado en que Kal-El solo habría matado cuando no tenía otra elección para preservar la justicia. Cuando el clérigo le da el Erradicador a Superman, rápidamente envejece y muere cuando se corta el vínculo con el Erradicador que extiende su vida. Superman marca la tumba del clérigo con su símbolo para reflejar el impacto que tuvo el Clérigo en él.

### Años después
Aunque Superman inicialmente mantuvo el Erradicador como un simple recuerdo, eventualmente intentó activar y convertir psicológicamente a Superman en un 'verdadero' kryptoniano, lo que hizo que adoptara ropa kryptoniana y una actitud más despiadada mientras ensamblaba la Fortaleza de la Soledad en la Antártida. Superman inicialmente no se preocupó por esto, incluso después de que el profesor Hamilton intentó señalar cómo casi había matado al gladiador alienígena Draaga cuando podría haberlo derrotado y terminar la pelea, pero cuando el Erradicador intentó matar a Jonathan Kent, Superman luchó contra su influencia y arrojó al Erradicador al sol.
La conciencia controladora del Erradicador pudo usar la energía del sol para darse una forma humanoide, pero Superman y Hamilton pudieron drenar su energía de regreso a la Fortaleza.
Después de que Superman fue asesinado por Doomsday, los robots de la Fortaleza reactivaron la conciencia del Erradicador, llevándolo a 'robar' el cuerpo de Superman y llevarlo a la Fortaleza. Con el cuerpo de Superman como plantilla, el Erradicador pudo crear una nueva forma humanoide para sí mismo basada en el propio Superman, pero dependiente del cadáver de Superman para actuar como una 'batería' para él, con Superman absorbiendo la radiación solar que luego se canalizó hacia el Erradicador. Como resultado de esta nueva forma, el Erradicador llegó a creerse Superman en algún nivel, mostrando acceso a algunos de sus recuerdos, aunque carecía de sus poderes de visión y en su lugar disparaba ráfagas de energía de sus manos, pero también adoptó un tono más. Enfoque despiadado, como matar a un posible violador y romper las manos de un ladrón de cajas fuertes. Después de que el cuerpo de Superman volvió a la vida, el Erradicador se dio cuenta de la verdad de su naturaleza y se sacrificó para ayudar a restaurar a Superman a su fuerza completa durante la confrontación final con el Cyborg Superman.
Tras el regreso de Superman, el aparentemente cadáver del Erradicador fue examinado en S.T.A.R. Labs, y se fusionó con el Dr. David Connor. El Erradicador fusionado se unió a los Outsiders, y ocasionalmente se asoció con Superman. El Erradicador se ocupó de la vida personal del Dr. Connor, y se reveló más de la historia del dispositivo.
Se reveló que el programa Eradicador original todavía existía en las computadoras de la Fortaleza de la Soledad y, luego de la destrucción de la Fortaleza en la batalla de Superman con Dominus, el Erradicador tomó la forma de Kem-L, y nuevamente intentó lavarle el cerebro a Superman. El Erradicador de David Connor se dio cuenta de que el programa aún estaba activo y se fusionó con los restos de la Fortaleza para controlarlo. El Erradicador de la Fortaleza tomó la forma de un gigantesco traje de batalla kryptoniano y adquirió una forma de trastorno de personalidad múltiple basado en su programación conflictiva. Cuando se enteró del origen de Krypto, criatura parecida a un perro, mascota de Superman, una criatura con poderes asombrosos, el impacto a la directiva original de pureza kryptoniana fue suficiente para corregir su programación. Luego decidió que este perro no debería existir y trató de destruirlo y Superman lo mantuvo en animación suspendida en su nueva Fortaleza, finalmente diciéndole el origen completo de Krypto una vez que lo había aprendido él mismo.
Más recientemente, el Erradicador volvió a su forma humanoide. Viste un nuevo atuendo que, como el de "Hombre Krypton", es una combinación de elementos del disfraz de Superman y las túnicas kryptonianas. Ha ganado la habilidad de sentir seres que no deberían estar en el Universo DC, como Mr. Majestic, que puede estar relacionado con su programación original contra influencias alienígenas. Posteriormente, el Erradicador resultó gravemente herido por un OMAC. Durante la Crisis Infinita se dijo que estaba en coma en la sede de Steel, Steelworks.

### Muerte
Ahora ha aparecido un nuevo Erradicador en Markovia que afirma ser un embajador de New Krypton. Aunque no es el Erradicador original, tiene todos los recuerdos del original. Mientras que Eradicador ayudó a Geo-Force en Markovia, Doomsday apareció y lo atacó. Erradicador fue rápidamente derrotado y secuestrado. Más tarde, después de darse cuenta de que Steel, Superboy y Supergirl también habían sido secuestrados, todos trabajaron juntos para tratar de escapar. Superman apareció para ayudar, pero al final Erradicador fue asesinado por un nuevo Doomsday más evolucionado. Sin embargo, al darse cuenta de que el nuevo Doomsday era uno de una serie de clones creados por Lex Luthor para mantener a Superman distraído, el Erradicador pudo transferir su conciencia al cuerpo comatoso del Doomsday original. Usando al Doomsday original como su anfitrión, el Erradicador pudo ayudar a los otros héroes a contener a los clones del Doomsday, y finalmente se sacrificó para destruir a los otros clones atrapándolos en una dimensión de bolsillo.

## Erradicador II (Supergirl)
Este Erradicador fue una sonda creada por la fortaleza de Supergirl para destruir el clon de su "maestro" que primero pensó que era Power Girl y luego creyó que era la misma Supergirl.

## Rebirth
Otro Erradicador hizo su debut en la iniciativa de relanzamiento de 2016 DC Rebirth, en Superman # 2 (julio de 2016). Después de que Superman y su hijo, Jonathan, derrotan a una criatura acuática obligada a aterrorizar a una tripulación a bordo de un rompehielos, el Erradicador (en su forma esférica) absorbe la sangre que queda de Jonathan, detectando que es humano y kryptoniano y se origina en la Casa de El. Vuela a la Fortaleza de la Soledad y se le permite ingresar debido a que contiene el genoma de Jonathan. Comienza a asimilar más genoma kryptoniano, así como elementos pertenecientes a Clark Kent. El Erradicador adquiere una apariencia de Superman y declara que también salvará a Kal-El.
Este Erradicador es parte de un grupo creado por el General Zod para buscar y arrestar a los infractores de la ley kryptonianos. Se les ordenó sacar la fuerza vital de los infractores de la ley y transferirlos a un proyector de la Zona Fantasma, y los cuerpos se colocaron en cámaras criogénicas para esperar el juicio. Al ver que el cohete de Superman abandona Krypton mientras explota, el Erradicador buscó al pasajero, yendo de un sistema solar a otro hasta descubrir el ADN kryptoniano de Jonathan en la Tierra. Al afirmar que la línea kryptoniana debe permanecer pura, el Erradicador intenta purgar el ADN humano y comienza a absorber a Jonathan, pero Krypto salta frente al rayo y es absorbido. Superman luego ataca al Erradicador.

## Otras versiones
- En una historia de 2001-2002, Superman visitó una versión de Krypton que se asemeja a la versión del planeta de la Edad de Plata. Sin embargo, a diferencia de la encarnación del planeta en la Edad de Plata, esta versión incluye "asesinos Erradicadores", robots gigantes utilizados por el General Zod y el Consejo Científico como parte de "la solución Erradicador", y más tarde por Jor-El contra los fanáticos religiosos kryptonianos.[25][26] Superman finalmente descubrió que esta versión de Krypton había sido creada como una trampa para él por el villano Brainiac 13, usando la Matriz Erradicador, que había robado del verdadero Krypton junto con los diarios de Jor-El. La Matriz Erradicador se describe como "diseñada para salvar Krypton al transformar una cáscara cercana de un planeta en un paraíso habitable"; Brainiac 13 lo usa para transformar un planeta en la Zona Fantasma en una réplica de Krypton basada en el período favorito de Jor-El en la historia de Krypton, y sus habitantes en kryptonianos.[27]
- En Action Comics # 850 como parte de Un año después, un flashback muestra a Jor-El murmurando sobre "malditos Erradicadores" mientras se prepara para enviar a Kal-El al espacio.[28]
- El Erradicador fue el nombre utilizado por el senador Creed Phillips en Flash. Patrullaba las calles de Keystone y Ciudad Central como un justiciero que mataba a los villanos con su toque (que los convertía en protoplasma) y tenía una personalidad dividida. Finalmente se suicidó cuando su personalidad malvada estaba tratando de matar a Flash.[29]
- En Tales from the Dark Multiverse: Death of Superman, después de que Superman es asesinado por Doomsday, el Erradicador se fusiona con Lois Lane, dándole poderes kryptonianos y se convierte permanentemente en el nuevo Erradicador.

## Poderes y habilidades
En su forma tecnológica original, el Erradicador podría teletransportar a Superman desde Warworld a la Tierra; manipular estructuras moleculares para crear la Fortaleza de la Soledad, Kryptonita sintética, manipular la genética en gran medida; mantener vivo al clérigo durante milenios; aumentar o otorgar poderes especiales a otros como el virus que le dio a Jimmy Olsen poderes de estiramiento temporales. Dominando el tiempo / espacio El Erradicador podría recuperar tecnología kryptoniana del pasado (se supone que está a través de la Zona Fantasma); manipular grandes cantidades de energía para remodelar planetas / sistemas estelares enteros o patrones climáticos alternativos.
Incluso teniendo capacidad psíquica capaz de influir en las mentes de Superman y Matrix. El cuerpo del Erradicador fue creado a partir de la plantilla genética de Superman cuando este último muere a manos de Doomsday, dando al Erradicador una fisiología similar a la de un kryptoniano (y a la de Superman en particular). Como resultado, el Erradicador posee poderes similares a los de Superman, como una fuerza, velocidad, reflejos, invulnerabilidad y vuelo increíbles. También posee sentidos ultra agudos, pero en un grado limitado. Al ser un programa de Krypton, Eradicator posee un amplio conocimiento de Krypton y es extremadamente inteligente, además de tener la capacidad de calcular y procesar información a una velocidad increíble. Después de su adopción de un cuerpo derivado de Superman, conserva al menos algunos de los recuerdos de Superman, como se describió anteriormente.
El Erradicador tiene la capacidad de absorber, convertir y liberar varias formas de energía mayores que las de los kryptonianos naturales, por lo general proyectando energía como poderosas explosiones de sus manos u ojos. Pudo sobrevivir a la exposición a cantidades masivas de radiación de Kryptonita. Después de que el Erradicador y el Sr. Majestic pelearan, el Mr. Majestic alteró la programación del Erradicador para hacerlo más consciente. El alcance total de su alteración de programación no está claro, aunque se ha demostrado que puede sentir seres y puertas de enlace de realidades alternativas como el Sangrado.
El programa también tenía la capacidad de controlar varias tecnologías, ya fueran de naturaleza kryptoniana o terrestre, el Erradicator podía conectarse de forma remota a cualquier y toda la maquinaria dentro de la Fortaleza de la Soledad de Superman o cualquier tecnología hecha en la tierra a voluntad. Al ser un dispositivo sensible, también puede almacenar y manifestar cualquier maquinaria kryptoniana de su persona a voluntad, lo que magnífica enormemente las unidades de droides cuerpo a cuerpo. Erradicador se compone de energía viva, como tal, también es capaz de controlar la densidad física a voluntad. Capaz de volverse inmaterial por un tiempo para evitar ataques o incluso poseer los cuerpos de las personas si es necesario. En la publicación Rebirth, los Erradicadores podrían usar sus poderes basados en la energía para almacenar y transportar la quintaesencia colectiva de otros kryptonianos, capaces de absorber las almas de quien quiera para aumentar y almacenar el alma esencial de Krypton.

## En otros medios

### Película
- El Erradicador estaba en el guion de Kevin Smith para Superman Lives. En la película, es creado por Jor-EI, el padre de Superman, para ser el "protector" de Superman y rescatarlo de la muerte. Aparecería como un humanoide y como un traje especial usado por Superman en la cámara de rejuvenecimiento en la Fortaleza de la Soledad.[43][44]
- En Superman: Doomsday, que se basó en La muerte y el regreso de Superman, el Erradicador no aparece, pero elementos de su personaje se incorporan al Superman clonado, y un mayordomo robot en la Fortaleza de la Soledad cumple algunas de las funciones de la trama del Erradicador.[45]
- El Erradicador como El Último Hijo de Krypton aparece en The Death of Superman y su secuela, Reign of the Supermen.[46] En ambas películas, Charles Halford le da voz. Esta versión se presenta como un programa guardián que era parte de la nave espacial que llevó a Kal-El a la Tierra, con el Erradicador-Superman una proyección holográfica creada por la Fortaleza mientras intenta curar a Kal-El de las heridas sufridas en la batalla con Doomsday.

### Videojuegos
- El Erradicador como El Último Hijo de Krypton aparece como un personaje jugable en The Death and Return of Superman.
- El Erradicador en su forma DC Renacimiento aparece como un personaje jugable en Lego DC Super-Villains.

### Radio
El productor de radio británico Dirk Maggs produjo una serie de radio de Superman para BBC Radio 5 en la década de 1990. Cuando ocurrió el arco de la historia de "La muerte de Superman" en los cómics, Maggs presentó una versión muy fiel, aunque muy reducida, de la historia, que presentaba a Stuart Milligan como Clark Kent / Superman, Lorelei King como Lois Lane y William Hootkins como Lex Luthor. En la historia de la muerte y el renacimiento, Milligan fue elegido doblemente como el Erradicador. El arco de la historia se empaquetó para la venta en casete y CD como Superman: Doomsday and Beyond en el Reino Unido y cómo Superman Lives! en los EE. UU.

## También Vea
- Anexo:Enemigos de Superman